# James G. Stavridis
James George Stavridis (West Palm Beach, Estados Unidos; 15 de febrero de 1955) es un almirante retirado de la Armada de los Estados Unidos. Desempeñó los cargos de comandante supremo aliado en Europa de la OTAN y de comandante del Mando Europeo de los Estados Unidos en el período crítico de la intervención militar en Libia de 2011 y de las operaciones secretas de Estados Unidos en Siria, a principios de la década de los 2010. Ha ejercido sucesivamente de consejero de Hillary Clinton y de Donald Trump. Actualmente, es el decano de la Escuela de Derecho y Diplomacia Fletcher (The Fletcher School).

## Biografía
Stavridis nació en West Palm Beach, al sur de Florida. Se graduó en 1976 y es un distinguido de la Academia Naval de los Estados Unidos.
Como oficial de guerra de superficie, mandó el destructor USS Barry desde 1993 hasta 1995, completando el despliegue de la ONU / OTAN en Haití y Bosnia, y el despliegue de un crucero de combate en el golfo Pérsico.
En 1998, ordenó al 21.º Escuadrón Destructor a desplegarse en el golfo Pérsico, ganando el Premio de la Liga de la Marina John Paul Jones por el Liderazgo de inspiración.
Desde 2002-2004, mandó al Enterprise Carrier Strike Group a la realización de operaciones de combate en el golfo Pérsico en apoyo de la Operación Libertad Iraquí y la Operación Libertad Duradera.
Desde 2006-2009, estuvo a cargo del Comando Sur de Estados Unidos en Miami.
En tierra, se ha desempeñado como planificador estratégico y de largo alcance sobre el personal del jefe de Operaciones Navales y del jefe del Estado Mayor Conjunto de los Estados Unidos.
Stavridis obtuvo un doctorado y MALD de la Escuela Fletcher de Derecho y de Diplomacia en la Universidad Tufts en Relaciones Internacionales en 1984, donde ganó el Premio Gullion como estudiante sobresaliente.
Stavridis, al ver la competencia tecnológica y armamentista entre Estados Unidos y China, se preocupó de que eso pudiese causar la Tercera Guerra Mundial, por lo que decidió escribir, junto con el novelista Elliot Ackerman, el libro 2034: una novela de la próxima guerra mundial (2021) como una advertencia al mundo.

## Condecoraciones
Posee diversas condecoraciones y premios, entre ellos dos premios de la Medalla por Servicio Distinguido de Defensa, la Medalla del Servicio Superior de Defensa y cinco premios de la Legión al Mérito.